# Språkgrotesk
Språkgrotesk beskriver experimentell poesi som uppstår i ett aggressivt angrepp på språket, exemplifierat av bl.a. Gunnar Ekelöf och Henri Michaux. Begreppet definieras av Per Bäckström som följer: ”Jag definierar språkgrotesken som ett aggressivt sönderstyckande av språkkroppen och ett upp-och-ned-vändande av den språkliga hegemonin. Termen grotesk, som vanligtvis brukas om bild och prosa, tillämpas här således i överförd betydelse, som en metafor för den aggressivitet som kan riktas mot dikten vid upplevelsen av språklig alienation”.